# Buffon-Inseln
Der Buffon-Inseln (französisch Îles Buffon) sind eine Gruppe dreier benachbarter Felseninseln. Sie erstrecken sich über eine Länge von 400 m und liegen 160 m östlich der Pétrel-Insel im Géologie-Archipel.
Französische Wissenschaftler kartierten sie 1951 im Zuge einer von 1949 bis 1951 dauernden Forschungsfahrt. Sie benannten die Inseln nach dem französischen Naturforscher Georges-Louis Leclerc de Buffon (1707–1788).